# Монеты евро Андорры
Монеты евро Андорры — современные денежные знаки Андорры. Страна начала чеканить монеты общего образца европейской валюты евро с 2014 года.

## История
Княжество Андорра приняла евро в качестве денежной единицы после введения его в соседних с ним странах — Испании и Франции. Вплоть до последнего времени эта страна использовала при расчётах и платежах евро «де-факто», однако не «де-юре». Наиболее серьёзным препятствием для официального введения евро были традиции сохранения в Андорре банковской тайны вкладов, противоречащие законодательству стран ЕС, противодействующему отмыванию капиталов. Тем не менее андорранское правительство ещё 11 октября 2000 года высказалось за введение в стране евро и начало переговоры в 2004 году с ЕС о чеканке и введению в денежный оборот андорранских евро-монет к 1 января 2009 года. Однако единства с ЕС об обороте собственного евро в Андорре к указанному сроку достигнуто не было.
30 июня 2011 года, наконец, было достигнуто согласие между сторонами и подписан «валютный договор» между ЕС и Андоррой. По этому соглашению евро становится официальной валютной единицей княжества Андорра. Начиная с 1 июля 2013 года Андорра имеет право чеканить ежегодно собственных монет на сумму в 2,4 миллиона евро. 30 сентября 2013 года истёк срок установленных в «валютном договоре» правил, необходимых для исполнения княжеством. В то же время ещё 2 октября 2013 года министр финансов Андорры Йорге Синка сообщил на заседании генерального совета (парламента) страны о том, что до сих пор имеются сложности при попытках приспособить андорранское законодательство под общеевропейскую юридическую базу, направленную против отмывания капиталов, а также при подписании соглашения о сотрудничестве с Международной организацией по финансовой безопасности (IOSCO) в плане борьбы с банковскими махинациями и подделкой денежных знаков. Лишь 20 ноября 2013 года андорранским правительством были подписаны последние два декрета, предусмотренные «валютным соглашением» с ЕС.

## Внешний вид монет
В марте 2013 года был объявлен открытый конкурс на дизайн предполагавшихся к выпуску в Андорре евро-монет. Монета достоинством в 2 евро из него была исключена, так как на ней должен был изображаться герб страны. 16 мая 2013 выбранные мотивы были представлены к ознакомлению. Монеты номиналом в 2 евро, а также в 10, 20 и 50 центов предполагалось чеканить на монетном дворе Парижа, монеты номиналом в 1 евро, а также 1, 2 и 5 центов — в Испании. Так как Евросоюз разрешил чеканку лишь в начале декабря 2013 года, появление андорранских евро-монет не смогло осуществиться к 1 января 2014 года — как планировалось. Они были введены в обращение в течение I квартала 2014 года. В обычный денежный оборот, смешав их с используемыми уже испанскими и французскими монетами, отправлено 80 % отчеканенных денежных средств. 20 % было оставлено в качестве монетных серий для распространения среди коллекционеров.
На монетах достоинством от 1 до 5 центов изображены пиренейская серна и гриф-бородач. Предполагалось, что на монетах номиналом в 10, 20 и 50 центов можно увидеть деталь фрески «Пантократор» романской церкви «Сант-Марти-де-ла-Кортинада» и романскую церковь «Санта-Колома». Однако после протеста Еврокомиссии в связи с религиозным изображением на монетах образ Пантократора был удалён. На монете в 1 евро показано здание государственного совета Андорры Каса-де-ла-Валье (Casa de la Vall).
| 1 евроцент                                                                                                   | 2 евроцента   | 5 евроцентов     |
| --- | ------------- | ---------------- |
| |               |                  |
| Пиренейская серна и гриф-бородач                                                                             |               |                  |
| 10 евроцентов                                                                                                | 20 евроцентов | 50 евроцентов    |
| |               |                  |
| Деталь фрески «Пантократор» романской церкви «Сант-Марти-де-ла-Кортинада» и романская церковь «Санта-Колома» |               |                  |
| 1 евро | 2 евро        | Гурт монеты в €2 |
| |               |                  |
| Здание государственного совета Андорры Каса-де-ла-Валье                                                      | Герб Андорры. |                  |

## Тираж
| Номинал                                                                                      | €0,01     | €0,02     | €0,05     | €0,10     | €0,20     | €0,50   | €1,00     | €2,00     |
| -------------------------------------------------------------------------------------------- | --------- | --------- | --------- | --------- | --------- | ------- | --------- | --------- |
| 2014                                                                                         | 203 000   | 203 000   | 1 003 000 | 1 003 000 | 1 003 000 | 503 000 | 654 842   | 503 000   |
| 2015                                                                                         | 40 000    | 40 000    | 40 000    | 40 000    | 40 000    | 40 000  | 40 000    | 280 000   |
| 2016                                                                                         | 35 000    | 35 000    | 35 000    | 35 000    | 35 000    | 35 000  | 2 374 200 | 35 000    |
| 2017                                                                                         | 2 604 395 | 1 537 000 | 2 213 421 | 1 125 000 | 1 235 000 | 990 800 | 35 000    | 816 588   |
| 2018                                                                                         | 3 450 000 | 2 570 000 | 1 820 000 | 1 000 000 | 1 034 000 | 910 000 | 20 000    | 888 000   |
| 2019                                                                                         | 2 462 000 | 1 742 000 | 2 115 000 | 1 625 000 | 1 585 000 | 945 000 | 15 000    | 1 073 310 |
| 2020                                                                                         | 12 000    | 12 000    | 12 000    | 872 000   | 187 000   | 752 000 | 12 000    | 1 512 000 |
| 2021                                                                                         | 210 500   | 710 500   | 10 500    | 1 410 500 | 1 430 500 | 610 500 | 60 500    | 1 485 000 |
| 2022                                                                                         | 710 500   | 460 500   | 410 500   | 710 500   | 710 500   | 390 500 | 10 500    | 1 718 500 |
| 2023                                                                                         | 10 500    | 10 500    | 10 500    | 10 500    | 10 500    | 10 500  | 10 500    | 2 085 750 |
| 2024                                                                                         | 7 000     | 907 300   | 1 957 000 | 1 007 000 | 707 000   | 507 000 | 1 957 000 | 1 608 200 |
| Выделены те тиражи монет, которые были эмитированы только в качестве чеканки BU и/или Proof. |           |           |           |           |           |         |           |           |

## Памятные и коллекционные монеты

### Памятные монеты
| 2014 — 20 лет в составе Совета Европы                                                                                                |
| 2015 — 30-летие принятия возраста совершеннолетия в 18 лет                                                                           |
| 2015 — 25-летие подписания таможенного соглашения с ЕС                                                                               |
| 2016 — 25-летие радио и телевещания в Андорре                                                                                        |
| 2016 — 150-летие политической реформы 1866 года                                                                                      |
| 2017 — 100-летие принятия национального гимна Андорры                                                                                |
| 2017 — Андорра — страна в Пиренеях                                                                                                   |
| 2018 — 25-летие принятия конституции Андорры                                                                                         |
| 2019: - Финал Кубка мира по горнолыжному спорту 2019 года - 600 лет учреждения Генерального совета долин                             |
| 2020: - 50 лет всеобщему женскому избирательному праву - XXVII Иберо-американский саммит в Андорре                                   |
| 2021: - 100 лет со дня коронации покровительницы Андорры Богоматери Меричельской - Забота о пожилых людях во время пандемии COVID-19 |
| 2022: - 10 лет отношений между Андоррой и Европейским Союзом - Карл Великий                                                          |
| 2023: - Праздник летнего солнцестояния - 30 лет вступления Андорры в ООН                                                             |
| 2024: - Чемпионат мира по горным велосипедам UCI 2024 - 100 лет лыжному спорту в Андорре                                             |

## Изображения
- На монетах в 2 евро — Герб Андорры с девизом: VIRTUS UNITA FORTIOR (В единстве добродетель сильнее)
- Монета в 1 евро
- Монеты достоинством в 10, 20 и 50 центов
- Монеты достоинством в 1, 2 и 5 центов.